# Беквалац
Беквалац је презиме српског порекла. Значајни људи са овим презименом су:
- Драгољуб Беквалац (рођен 1952), српски фудбалер и менаџер
- Наташа Беквалац (рођена 1980), српска певачица